# بلیشیرت
بلیشیرت (انگلیسی: Bleichert) شرکت صنایع جنگ‌افزاری آلمانی بود، که در سال ۱۸۷۴ تأسیس شد.